# Uroleucon cichorii
Uroleucon cichorii är en insektsart som först beskrevs av Koch 1855.  Uroleucon cichorii ingår i släktet Uroleucon och familjen långrörsbladlöss. Arten är reproducerande i Sverige.

## Underarter
Arten delas in i följande underarter:
- U. c. grossum
- U. c. carduicola
- U. c. leontodontis
- U. c. cichorii